# Tommy F. Robinson

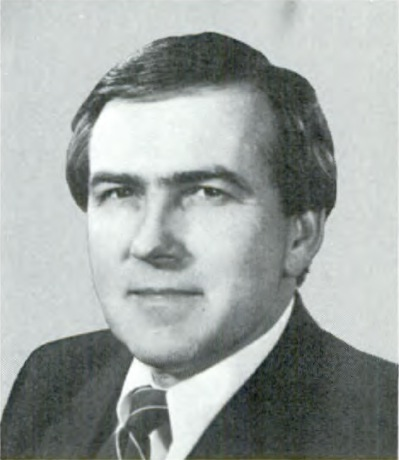
Tommy F. Robinson, 1990

Tommy Franklin Robinson (* 7. März 1942 in Little Rock, Arkansas; † 10. Juli 2024 in Forrest City, Arkansas) war ein US-amerikanischer Politiker (Demokratische Partei, Republikanische Partei). Zwischen 1985 und 1991 vertrat er den zweiten Wahlbezirk des Bundesstaates Arkansas im US-Repräsentantenhaus.

## Werdegang
Tommy Robinson besuchte die Little Rock High School und studierte an der University of Little Rock. Zwischen 1959 und 1963 war er bei der US-Marine. Danach begann er eine Laufbahn im Polizei- und Sicherheitsdienst. Von 1963 bis 1971 arbeitete er als Polizist in Little Rock. Bis 1974 war er Bundespolizist beim United States Marshals Service. Zwischen 1974 und 1975 war er Sicherheitschef der medizinischen Fakultät an der University of Arkansas. Im weiteren Verlauf war er Polizeichef in Jacksonville, Sicherheitsbeauftragter des Staates Arkansas und von 1980 bis 1984 Leiter der Polizei im Pulaski County.
Robinson war zunächst Mitglied der Demokratischen Partei. Als deren Kandidat wurde er 1984 in das US-Repräsentantenhaus in Washington, D.C. gewählt, wo er am 3. Januar 1985 die Nachfolge von Ed Bethune antrat. Nach zwei Wiederwahlen konnte er sein Mandat im Kongress bis zum 3. Januar 1991 ausüben. Am 28. Juli 1989 wechselte er seine Parteizugehörigkeit und wurde Mitglied der Republikaner.
1990 kandidierte er nicht mehr für den Kongress. Stattdessen bewarb er sich innerhalb seiner neuen Partei erfolglos um die Nominierung für die Gouverneurswahlen. Im Jahr 2002 kandidierte er ebenfalls erfolglos für eine Rückkehr in den Kongress.
Robinson starb am 10. Juli 2024 im Alter von 82 Jahren.